# CHRONO CIRCLE
『CHRONO CIRCLE』（クロノサークル）は、韓国のゲームメーカーであるアンダミロが開発・販売するアーケードゲーム。2021年12月15日稼働開始。

## 概要
『Pump It Up』を手掛けたアンダミロによる新作音楽ゲーム。
筐体には、円形のタッチスクリーンと12個のボタンが付いた円形のコントローラが搭載され、これを回転させながらプレイする。また、SOUND SHOWERシステムやイヤホンジャックも実装されている。
AM.PASSを使用、または携帯などでQRコードを読み込みログインすることでプレイデータを保存することが可能。2023年2月時点ではNESiCAおよびAmusement ICには対応していない。
2021年6月にクローズドベータテスターの募集が行われ、同年6月23日-7月11日にクローズドベータテストが行われた。その後、同年10月21日-11月2日にはラウンドワン 横浜駅西口店、11月20日-29日にはラウンドワンスタジアム 千日前店においてロケテストが行われた。
2023年12月時点では日米中のラウンドワン限定での稼働となる。
2025年1月31日にオンラインサービスを終了した。

## ゲームシステム
難易度は下から順に「EASY」「NORMAL」「HARD」「EXPERT」「MASTER」の五段階に分かれている。

## 登場キャラクター
ジ・ソウ
ナツハ
アリア
セイロサイ
レイシア
コーデリア
ヴェルディ
オルテム
マゴリットゥ
スペード
コラボ枠
MIYA（Pump It Upより）
ドロシィ（テトテコネクトより）
リンカ（GROOVE COASTERより）